# كليفتون جونز
كليفتون جونز (بالإنجليزية: Clifton Jones) هو ممثل جامايكي، ولد في 26 يوليو 1937 في جامايكا.

## أعمال

### أفلام
- (1963) كبار الزوار

## وصلات خارجية
- كليفتون جونز على موقع IMDb (الإنجليزية)
- كليفتون جونز على موقع ألو سيني (الفرنسية)
- كليفتون جونز على موقع أول موفي (الإنجليزية)
- كليفتون جونز على موقع قاعدة بيانات الأفلام السويدية (السويدية)
- كليفتون جونز على موقع قاعدة بيانات الفيلم (الإنجليزية)
- كليفتون جونز على موقع كينوبويسك (الروسية)